# 光明未來
光明未來（冰島语：Björt framtíð）是成立於2012年的冰島政黨，它由兩個议会議員（一個原属于進步黨，另一個原属于社會民主聯盟) 退黨後與最棒黨合作成立，並共用縮寫“BF”；隔年則在议会改選中取得6席議席。
该黨支持冰島加入歐盟並使用欧元，它屬於親歐派政黨。

## 冰島議會選舉表現
| 選舉年 | 得票   | %    | 議席   | +/– |
| ------ | ------ | ---- | ------ | --- |
| 2013   | 15,583 | 8.25 | 6 / 63 |     |
| 2016   | 13,578 | 7.2  | 4 / 63 | ▼ 2 |
| 2017   | 2,394  | 1.2  | 0 / 63 | ▼ 4 |